# Spiš

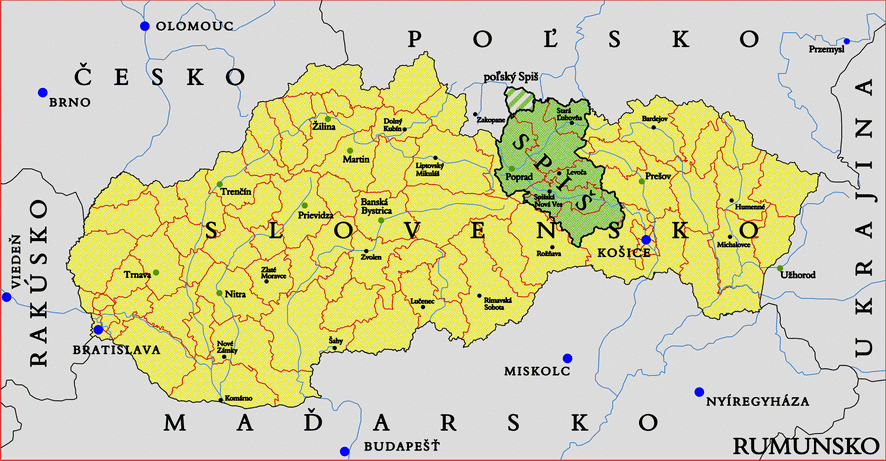
De regio Spiš

Spiš (Duits: Zips) is een regio in het noordoosten van Slowakije en een klein gedeelte in Zuid-Polen.
De regio is geen administratieve eenheid maar een historische regio die ook in het toerisme gebruikt wordt. Tussen 1911 en 1918 was het een comitaat (bestuurlijke eenheid) van het koninkrijk Hongarije. 
De regio ligt tussen het Hoge Tatra-gebergte en de rivier Dunajec in het noorden, uitlopen van de rivier Váh in het westen, het Slowaaks Ertsgebergte (Slovenské rudohorie) en de rivier Hnilec in het zuiden en een lijn van Stará Ľubovňa door het Branyiszko-gebergte naar Margecany in het oosten.

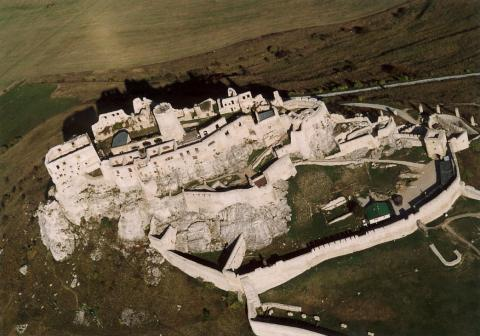
Luchtfoto van het kasteel Spišský hrad

Na 1300 werd de regio bevolkt door Duitse immigranten en later ook door Polen, en kwam onder Pools bewind. Na de Poolse Delingen behoorde de regio tot Oostenrijk en later tot het Koninkrijk Hongarije. In 1918 kwam Spiš onder Tsjecho-Slowakije. Een klein gebied onder de berg Rysy werd betwist gebied tussen Tsjecho-Slowakije en Polen. Tijdens de Tweede Wereldoorlog kwam het gebied aan Slowakije. Veel Joodse inwoners kwamen om in concentratiekampen. De etnische Duitsers vluchtten aan het einde van de oorlog massaal voor het Rode Leger. Daarna werd de huidige grens met Polen definitief en sinds het uiteenvallen van Tsjecho-Slowakije in 1993 valt het overgrote deel van het gebied onder Slowakije. 
In de regio ligt het kasteel Spišský hrad, de kathedraal Spišská Kapitula, en de historische plaatsen Spišské Podhradie, Žehra en Levoča. Er zijn ook veel sanatoria en het gebied is een wintersportgebied.